# Jacqueline de Romilly
Jacqueline Worms de Romilly (Chartres, 26 de marzo de 1913 - París, 18 de diciembre de 2010) fue una humanista francesa,  helenista, traductora, ensayista y académica.  Es especialmente conocida por sus estudios sobre la civilización y lengua de la Antigua Grecia. Fue la primera mujer profesora del Collège de France (1973-1984) a cargo de la cátedra Grecia antigua. En 1988 fue la segunda mujer aceptada en la Académie Française. En 1995 obtuvo la nacionalidad griega en reconocimiento a su trabajo.  

## Biografía
Jacqueline de Romilly (o Worms de Romilly) nació con el nombre de Jacqueline David en 1913 en Chartres. Su padre Maxime David, un profesor francés de filosofía judío, murió cuando ella tenía un año, en la Primera Guerra. Fue su madre, la novelista Jeanne Malvoisin quien cuidó de ella.  

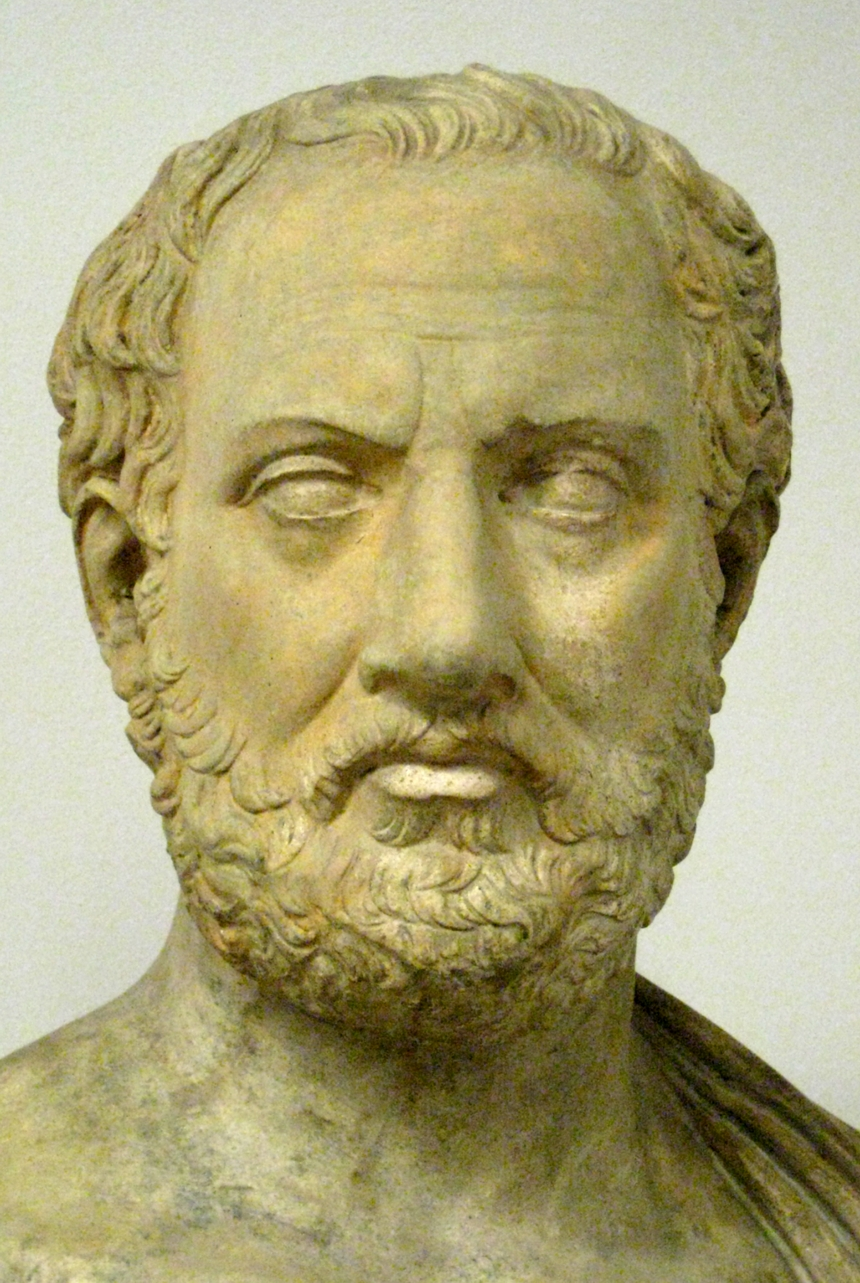
Tucídides, uno de los protagonistas de la obra de Jacqueline de Romilly

En un principio tuvieron una situación difícil, pero aun así, recordaba en una entrevista, tuvo «"la infancia más hermosa que se puedan imaginar, mi madre se ocupó de mí con ternura" (..) mi devoción por Tucídides surgió de un regalo de ella, y toda mi vida ha sido iluminada por su ternura… » Tucídides fue objeto de su tesis doctoral. 
Estudió en el Lycée Molière. Se acordaba bien de los "señores" que venían al Liceo Molière a enseñar latín y griego, toda una hazaña en una escuela femenina en los años 20. Jacqueline fue una de las primeras estudiantes que tuvieron acceso a las lenguas muertas y se convertiría pronto en la primera chica, a los 17 años, en ganar el Concurso general en latín y griego. En 1930 es la primera laureada femenina del Concurso general con un primer premio de versión latina y un segundo premio en griego y obtiene al año siguiente un accésit de filosofía. Tras su preparatoria en el Liceo Louis-le-Grand a los 20 años es una de las primeras mujeres en ser admitida en la Escuela Normal Superior en 1933, donde años antes había estudiado su padre.
En 1933 su madre le regala una antigua edición de la Historia de la guerra del Peloponeso de Tucídides, una obra que será determinante en su vida.
Inmersa en su trabajo de tesis estalló la guerra y renunció a la beca de investigación solicitando un puesto de maestra siendo destinada a Burdeos.
En 1940 se casa con Michel Worms de Romilly, editor que trabajaba en la editorial "Les Belles Letres" -del que se divorciará en 1973-.  La pareja sufre las consecuencias de las leyes de Vichy sobre el estatuto de las personas judías: “Jeanne no era judía. Yo era solo la mitad (por mi padre). Me casé por la iglesia porque mi esposo era católico. Pero mi esposo, medio judío como yo, tenía demasiados abuelos judíos, él era tres cuartas partes judío, por lo tanto judío, y yo, a través de mi matrimonio con un judío, yo era judía ... " En 1941 fue expulsada de la enseñanza y ella y su marido tuvieron que ocultarse en Aix-en-Provence cambiando con frecuencia de residencia. Jacqueline lo cuenta en el libro Jeanne. Tras la liberación logra un puesto de profesora en el liceo femenino de Versalles, el Liceo La Bruyère y de 1946-1947 es asistente en la Sorbona. en 1947 defiende su tesis doctoral sobre Tucídides en La Sorbona con el título: Thucydide et l’impérialisme athénien : la pensée de l’historien et la genèse de l’œuvre (Tucídides y el imperialismo ateniense: el pensamiento del historiador y la génesis de la obra.
En 1949 es nombrada maestra de conferencias y posteriormente profesora de lengua y literatura griega clásica en la Facultad de Letras de la Universidad de Lille puesto que ocupa hasta 1957. También dará clases en la Escuela normal superior femenina de Sèvres) entre 1953 a 1960 y en 1957 es profesora en la Universidad de París Sorbona (1957 - 1973).  Por entonces se inició su carrera como ensayista.  
Desde 1973 ocupó la silla de Grecia antigua en el Colegio de Francia, donde fue la primera mujer que fue nombrada para enseñar en esta institución prestigiosa. Su curso se llamaba « Grecia y la formación de las ideas morales y políticas ». De 1973 a 1984, desempeñó una cátedra sobre la Grecia antigua (sobre el brote del pensamiento moral y político). También es profesora en universidades extranjeras como Oxford y Cambridge y en otras universidades de Estados Unidos.
En 1975, fue elegida por la Académie des Inscriptions et Belles-Lettres, y fue la primera mujer en pertenecer a ella, que además presidió en 1987.  
Tras una votación previa en la que no fue elegida, en 1988 fue elegida finalmente como miembro de la Académie Française ocupando el sillón de André Roussin siendo la segunda mujer, tras Marguerite Yourcenar, en formar parte de la institución. '«Tuve la suerte de ser parte de una generación en la que las mujeres podían subirse a un podio por primera vez, en que las puertas se abrieron finalmente'», dijo a la revista Le Point en 2007.
Presidió la famosa sociedad Guillaume Budé, durante unos años, y luego siguió siendo su presidente de honor. En 1992, Jacqueline de Romilly fundó con Marc Fumaroli una sociedad para la salvaguarda de las enseñanzas literarias (S.E.L.).  
Su trabajo fue especialmente reconocido en la Grecia contemporánea. Era miembro correspondiente extranjero de la Academia de Atenas y obtuvo la nacionalidad griega en 1995 siendo nombrada «embajadora del helenismo» en 2000.
En 2008, cuando tenía 95 años, se convirtió al catolicismo maronita (fue bautizada en 1940).

### Últimos años
En sus últimos años, ya ciega, seguía pensando y publicando con la misma pasión que en su juventud, señaló en su necrológica el escritor y filólogo Carlos García Gual recordando el balance que la propia investigadora había hecho sobre su vida: «Haber sido judía bajo la ocupación, acabar sola, casi ciega, sin hijos ni familia, ¿es sensacional? Pero mi vida de profesora ha sido, de un cabo al otro, lo que yo deseaba»
En su libro El tesoro de los saberes olvidados (Editorial Península), titula su último capítulo  «aprendiendo a ver».
Murió en el hospital Ambroise-Paré de Boulogne-Billancourt, en 2010, a los 97 años. En el momento de su muerte era la decana de la Académie française tras la muerte de Claude Lévi-Strauss el año anterior.
Entre los reconocimientos obtenidos se encuentra la Gran Cruz de la legión de honor, que a pocas mujeres les fue concedida.

## Obra
Jacqueline de Romilly está reconocida como una de las mejores helenistas.
encarnaba la enseñanza de los estudios griegos en Francia además de una concepción exigente y humanista de la cultura. Dejó un legado de más de 40 libros sobre la lengua, la literatura y la  cultura griega antigua. En su mayoría ensayos pero también algunos cuentos. 
Escribió especialmente sobre Tucídides -uno de los "hombres de su vida" solía decir- además otros grandes autores clásicos como Homero, Esquilo u Eurípides y sobre los progresos y hazañas de los griegos subrayando su vigencia actual. «Creo que muchas ideas, valores, reflexiones sobre la política se originan en la reflexión griega y que podemos seguir la evolución de estas ideas en el tiempo» señalaba en una entrevista.
Se interesó por la enseñanza del griego antiguo y se mostraba preocupada por el abandono en Francia del estudio de las lenguas clásicas y el declive de la formación en humanidades.

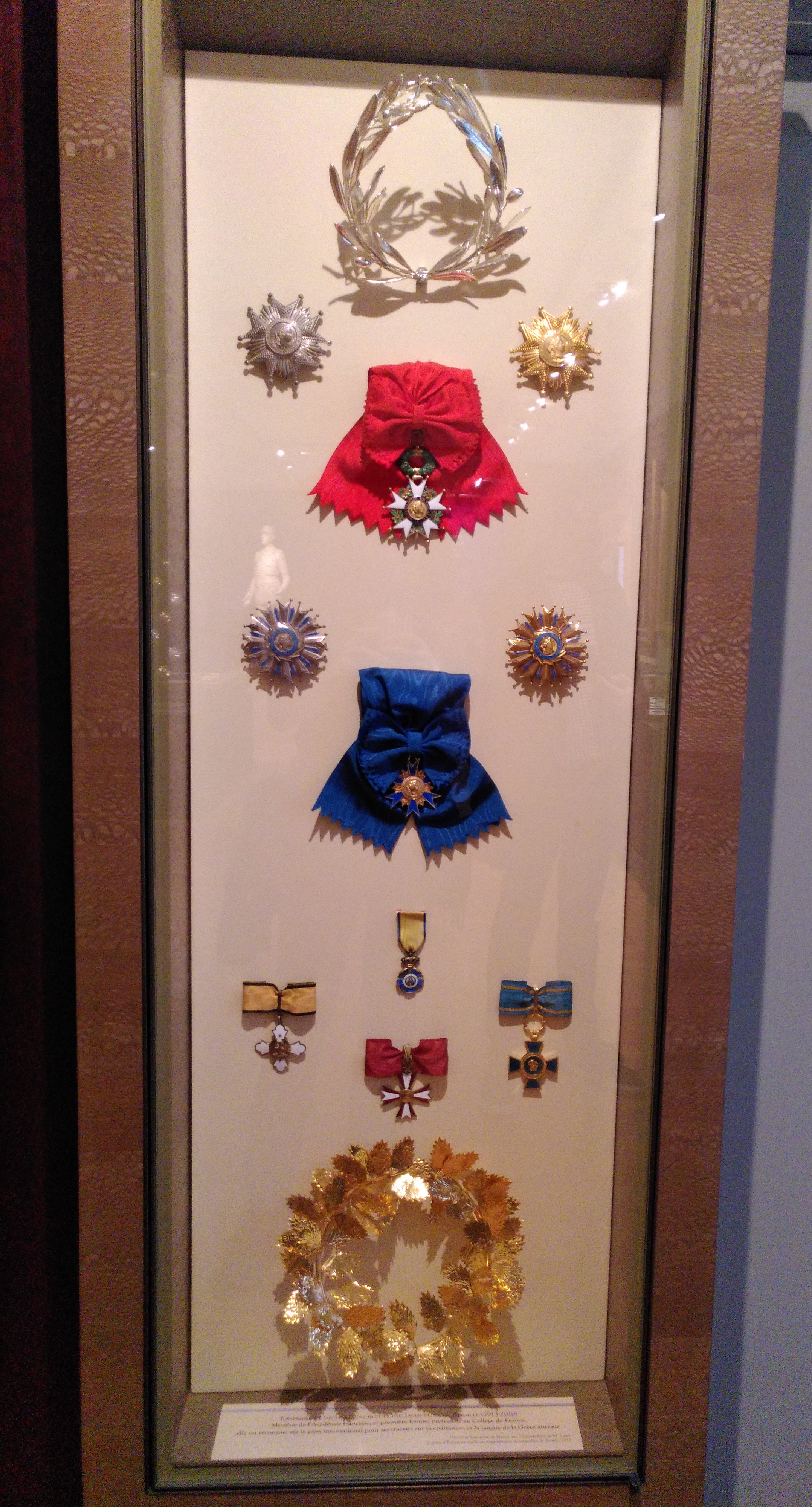
Condecoraciones de Jacqueline de Romilly en el Museo de la Legión de Honor

## Reconocimientos y condecoraciones
A lo largo de su vida recibió numerosos premios y reconocimientos. Fue la primera mujer profesora en el Collège de Francia y la segunda en entrar en la Academia Francesa después de Marguerite Yourcenar. Entre las múltiples medallas con las que fue distinguida se encuentra la Gran Cruz de la Legión de Honor francesa. 
Recibió el doctorado honoris causa de las más prestigiosas universidades: Oxford, Atenas, Heidelberg, Dublín, Montreal y Yale.
En 1995 recibió la concesión honorífica de la nacionalidad griega y en el 2000 fue designada embajadora del helenismo.

## Tributos

### Establecimientos públicos
Los siguientes establecimientos públicos llevan el nombre de Jacqueline de Romilly:
- Un colegio en Magny-le-Hongre (Seine-et-Marne) desde 2009;

- Una biblioteca en Crosne (Essonne), inaugurada en 2011;

- Una biblioteca en el distrito 18 de París, en el distrito Porte de Montmartre, se inauguró en 2013 en el sitio de la antigua biblioteca Porte-Montmartre creada en 1970;

- La gran sala de literatura temática de la biblioteca de la Sorbona desde su reapertura en 2013;

- Un colegio en Blanc-Mesnil (Seine-Saint-Denis) desde 2014;

- Un grupo escolar en Saint-Cyr-l'École (Yvelines), inaugurado el 8 de septiembre de 2017;[16]

- Una escuela en el distrito de Broussailles en Cannes desde el comienzo del año escolar 2018;[17]

- El centro de documentación e información (CDI) del Lycée Molière, donde era estudiante;

- Residencia universitaria en Versalles, gestionada por Crous.[18]

### Enseñanza superior
- La promoción 2010-2011 de médicos de las universidades de la Sorbona lleva el nombre de Jacqueline de Romilly.[19]

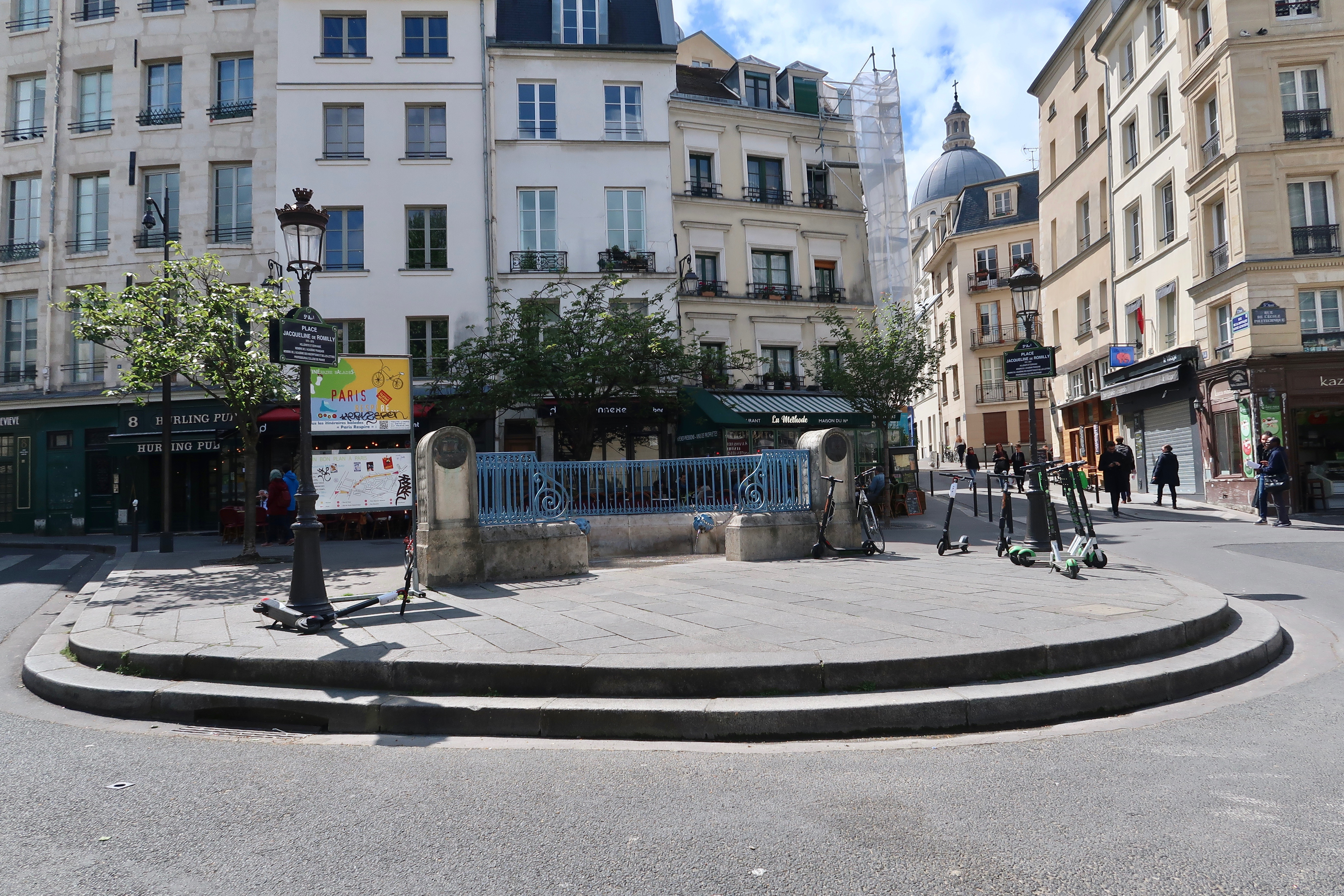
Plaza Jacqueline de Romilly, Paris 5e

### Calles
- Placette Jacqueline-de-Romilly (5 de París).

- Desde el 14 de abril de 2011, una plaza de la ciudad de Chartres, ubicada en la esquina de rue des Écuyers, rue du Bourg y rue Saint-Eman, lleva su nombre, al igual que las calles o avenidas de otros municipios franceses: Auch, Sartrouville , Dijon, Rennes, La Rochelle, etc..

- Una plaza de Atenas, en el distrito histórico de Thissío,[20] fue nombrada en su honor en septiembre de 2013[21] en presencia de Valéry Giscard d'Estaing y Xavier Darcos.

- La plaza Jacqueline-de-Romilly, en el distrito 5 de París, fue creada y llamada así en diciembre de 2016.[22]

### Premios
- En 2012, el Ministerio de Educación Nacional creó el "Premio Jacqueline de Romilly" para promover iniciativas educativas en las lenguas y culturas de la Antigüedad.[23]

- Desde 2015, la asociación SEL organiza un concurso de noticias abierto a estudiantes de secundaria y CPGE con el fin de otorgar un “Premio a la nueva Jacqueline de Romilly”.[24]

### Otros
- Una placa le rinde homenaje en el número 12 de la rue Chernoviz (distrito 16 de París), donde vivió desde 1966 hasta su muerte.[25]

- Correos emitió un sello con la efigie de Jacqueline de Romilly en 2020.[26]

### En español
Entre las traducciones al español de sus libros destacan:
- La tragedia griega (2011)
- La Grecia antigua contra la violencia. (2010)
- Los grandes sofistas en la Atenas de Pericles  (2010)
- A corazón abierto (2006)
- ¿Por qué Grecia?
- El tesoro de los saberes olvidados, (1999)
- Los fundamentos de la democracia, (1977)
- Alcibíades, o los peligros de la ambición, (1996)